# Globocornus
Globocornus is een geslacht van weekdieren uit de klasse van de Gastropoda (slakken).

## Soort
- Globocornus darwini Espinosa & Ortea, 2010